# Ernest Mamboury
Ernest Mamboury, né à Signy-Avenex le 1er avril 1878 et mort le 23 septembre 1953 à Istanbul, est un rédacteur et essayiste vaudois.

## Biographie
Ernest Mamboury suit les cours de l'école normale de Lausanne de 1894 à 1898, puis à Genève et enfin à l'Académie Julian à Paris (1904-1905).
Parti vivre à Istanbul en 1909, il devient professeur de français au lycée de Galatasaray. Il rédige de très nombreuses études sur l'art byzantin, produit des guides de son nom. Il est enterré au cimetière protestant de Ferikoy en présence du consul général de Suisse, Mme Hirsch et la colonie entière. Il fut directeur des écoles de la ville de Lausanne.

## Sources
- « Ernest Mamboury », sur la base de données des personnalités vaudoises sur la plateforme « Patrinum » de la Bibliothèque cantonale et universitaire de Lausanne.
- voir Hommage rendu par G.P. in La Gazette littéraire, du 3/4 octobre 1953, n0 234, p. 11 ainsi que les Archives du TEMPS
- Jonathan Bardill (2021), « Ernest Mamboury contribution to the archaeology of Byzantine Constantinople », in Pitarakis B. (derl.), From İstanbul to Byzantium. İstanbul’dan Bizans’a, 1800-1955, Sergi kataloğu, İstanbul, Pera Müzesi pp. 487-511.
- Jean-François Pérouse, "Mamboury'nin İstanbul'u. Modern Rehber", Atlas, İstanbul  Özel Sayı, Mistik Istanbul  2015, Ocak 2016, pp. 126-130.
- Pascal Lebouteiller et Jean-François Pérouse (2017), Catalogue de l’exposition “Ernest Mamboury, un enseignant hors du commun au Lycée de Galatasaray” (Mai 2017, Lycée Galatasaray, Istanbul) (URL : https://www.academia.edu/35409531/EXPOSITION_MAMBOURY_Mai_2017_MAMBOURY_SERGISI_MAYIS_2017 )